# HD 222925
Désignations
HD 222925 est une étoile chimiquement particulière (CP) de type Ap de la branche horizontale située à environ 1 470 années lumière (450 parsecs) dans la constellation australe du Toucan. Avec une magnitude apparente de 9, son éclat est trop faible pour être visible à l'œil nu. Elle est particulièrement riche en éléments chimiques parfois rarement observés dans les étoiles enrichies par processus r, comme le gallium 31Ga, le germanium 32Ge, l'arsenic 33As, le sélénium 34Se, le cadmium 48Cd, l'indium 49In, l'étain 50Sn, l'antimoine 51Sb, le tellure 52Te, le tungstène 74W, le rhénium 75Re, l'osmium 76Os, l'iridium 77Ir, le platine 78Pt et l'or 79Au. Ces éléments auraient été préalablement produits par nucléosynthèse explosive dans des supernovae massives ou par fusion d'étoiles à neutrons qui en auraient enrichi le milieu interstellaire à partir duquel ils auraient été accrétés dans HD 222925 où ils sont aujourd'hui observés.

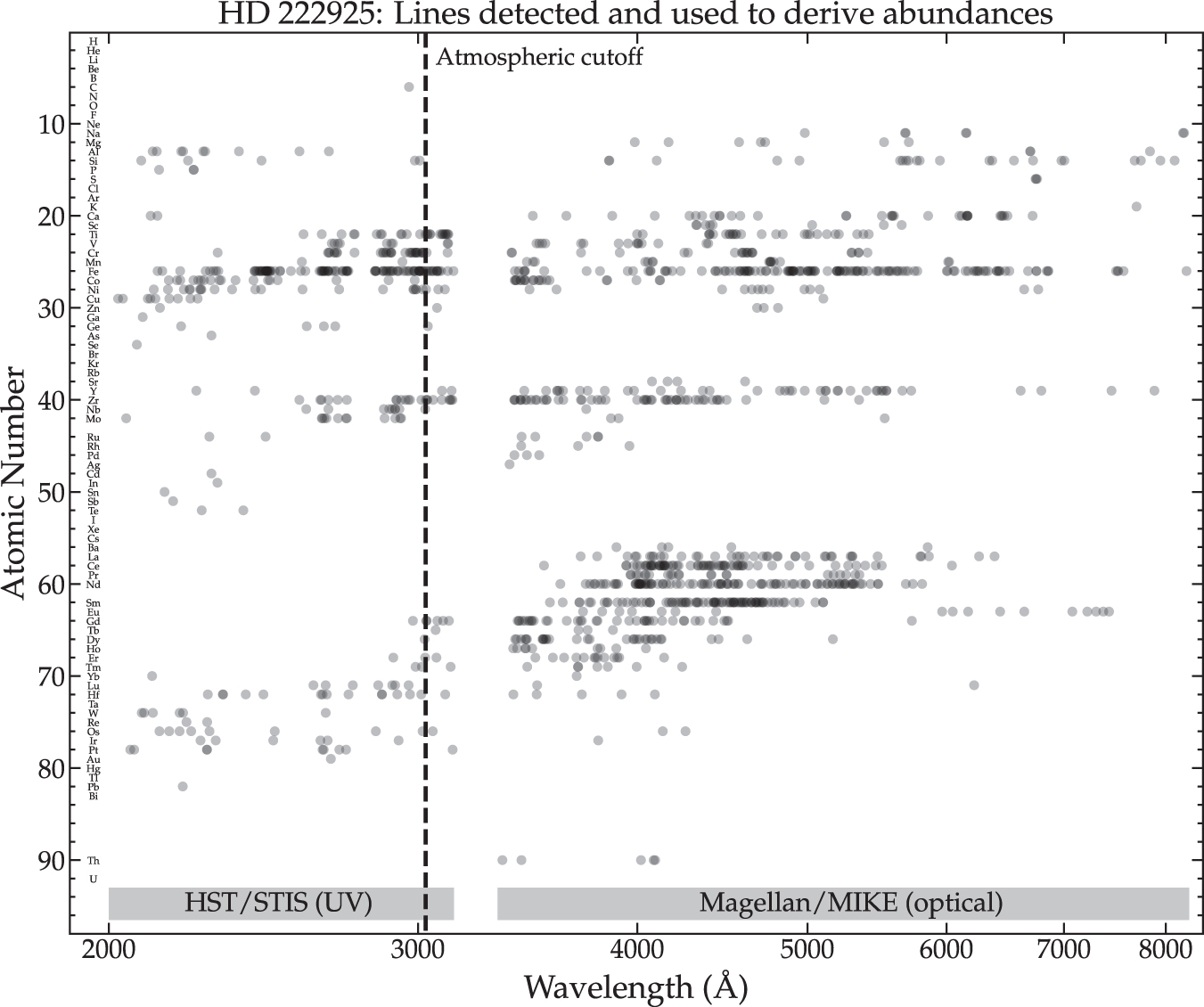
Longueur d'onde par numéro atomique des éléments représentant chaque raie spectrale par un point. La bande claire entre 314,5  et   333 nm indique l'absorption atmosphérique entre les spectres STIS (en) et MIKE[1].

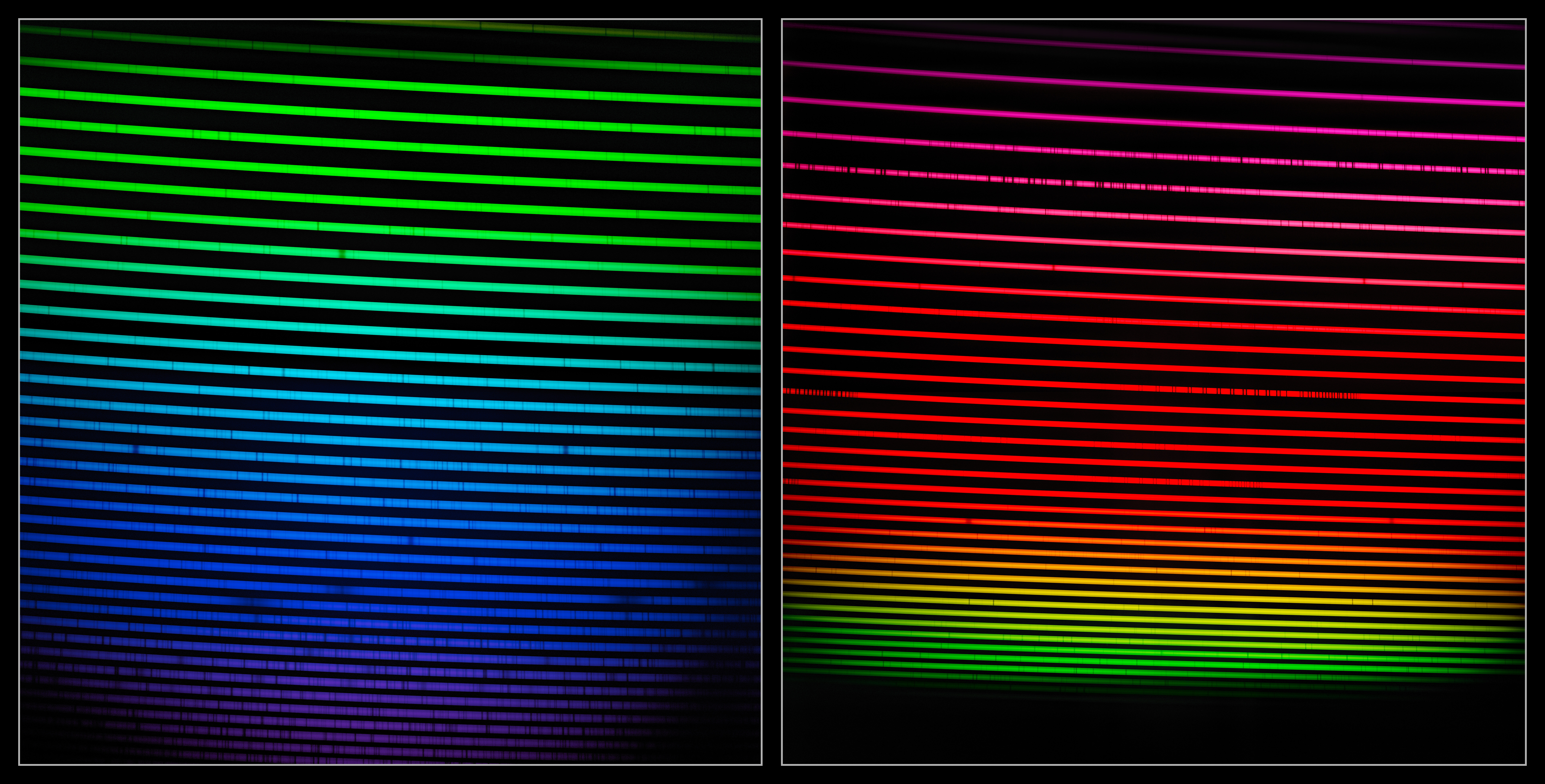
Mosaïque de deux spectres GHOST de l'étoile HD 222925[9].